# Vorupør
Vorupør är en socken (församling) i distriktet Thy vid Nordsjöns kust i Jylland, Danmark. Den norra bosättningen, Nørre Vorupør, är större och har en befolkning på 591 personer (2014), medan Sønder Vorupør som ligger två kilometer längre söderut är betydligt mindre. Vorupør tillhör Thisteds kommun, Region Nordjylland.
Den huvudsakliga sysselsättningen var förr fiske, men idag är socknen en småskalig turistort, känd för sina stränder, sin natur och relativa orördhet i jämförelse med andra turistorter. Vorupør är beläget i mitten av nationalparken Thy som invigdes 2008. De stora områdena med sanddyner och hedar som omger byn har varit skyddade områden i några årtionden.

## Fiske
Som i andra danska kustsamhällen har antalet som fiskar på heltid minskat. Det sista yrkesmässiga fisket var 2010, men båtar som används för fisketurister finns kvar. Den största delen av fisket har varit långrevsfiske, då man huvudsakligen har fiskat torsk. Mindre jollar som används för fiske på deltid finns kvar. Fiske med grunda båtar som är byggda för att dras på öppna stränder användes tidigare på många ställen i Nørrejylland, men används idag endast i Vorupør, Lild Strand och främst i Thorup Strand.
Piren i Vorupør byggdes 1908 för att skydda båtarnas förtöjningsplats. Änden av piren är den mest avlägsna punkten från Köpenhamn inom Danmark om man bortser från Färöarna och Grönland. Vorupør har en kustbevakningsstation som drivs av Søværnet.
År 1887 grundade lokala fiskare Fiskercompagniet, världens första kooperativa fiskeorganisation. Detta lokala initiativ var inspirerat av Andelsrörelsen i Danmark, som var allmänt rådande bland bönder och till viss del bland stadsarbetare. Kooperativet var från början baserat på starkt kristna regler, vilket återspeglar religiositeten i samhället.